# Cultura Cracoviei
Cracovia este considerat de mulți capitala culturală a Poloniei.
Cracovia fost numită Capitala Europeană a Culturii de către Uniunea Europeană pentru anul 2000. Orașul are unele dintre cele mai bune muzee din țară și mai multe teatre celebre. Orașul a devenit căminul a doi polonezi laureați ai premiului Nobel pentru literatură: Wislawa Szymborska și Czeslaw Milosz, în timp ce un al treilea laureat al Premiului Nobel, scriitorul iugoslav Ivo Andric, de asemenea a trăit și a studiat în Cracovia. Este, de asemenea, locul unde se află una dintre cele mai vechi universități din lume, Universitatea Jagiellonă din Cracovia.

## Muzee și galerii de artă
Cracovia are 28 de muzee, precum și o serie de colecții de artă și galerii de artă publice. Ele sunt separate în muzee naționale și de oraș:
Muzeul Național din Cracovia a fost înființat în 1879, care este departamentul de bază al Muzeului Național al Poloniei, cu colecții permanente din întreaga țară, precum și de Colecția Națională de Artă de pe Dealul Wawel și Muzeul Czartoryski cu lucrări de Leonardo da Vinci și Rembrandt.
- Colecția națională de artă din Castelul Wawel este situată la Wawel, fosta reședință a trei dinastii ale monarhilor polonezi. Colecția cuprinde camerele regale, mobilier de epocă, picturi poloneze și europene, colecții, o expoziție de neegalat de tapiserii flamande monumentale din secolul al XVI-lea. Trezoreria Wawel, bijuterii, artă aplicată, arme din perioada secolelor XV-XVIII.

Colecția Wawel Est are corturi turcești și accesorii militare.
- Muzeul Național din Cracovia, cu mai multe filiale în centrul orașului Cracovia, este cel mai bogat muzeu din țară, cu colecții compuse din mai multe sute de mii de obiecte păstrate în mare parte în clădirea principală, dar de asemenea, în cele nouă divizii ale sale:
  - Clădirea principală (pe str. Maja nr.3]]), servește ca loc pentru expoziții temporare. Galeria de arta poloneză din secolul al XX-lea (la etaj) găzduiește aproape 500 de lucrări de artiști moderni polonezi.Dama cu hermină, de Leonardo da Vinci.

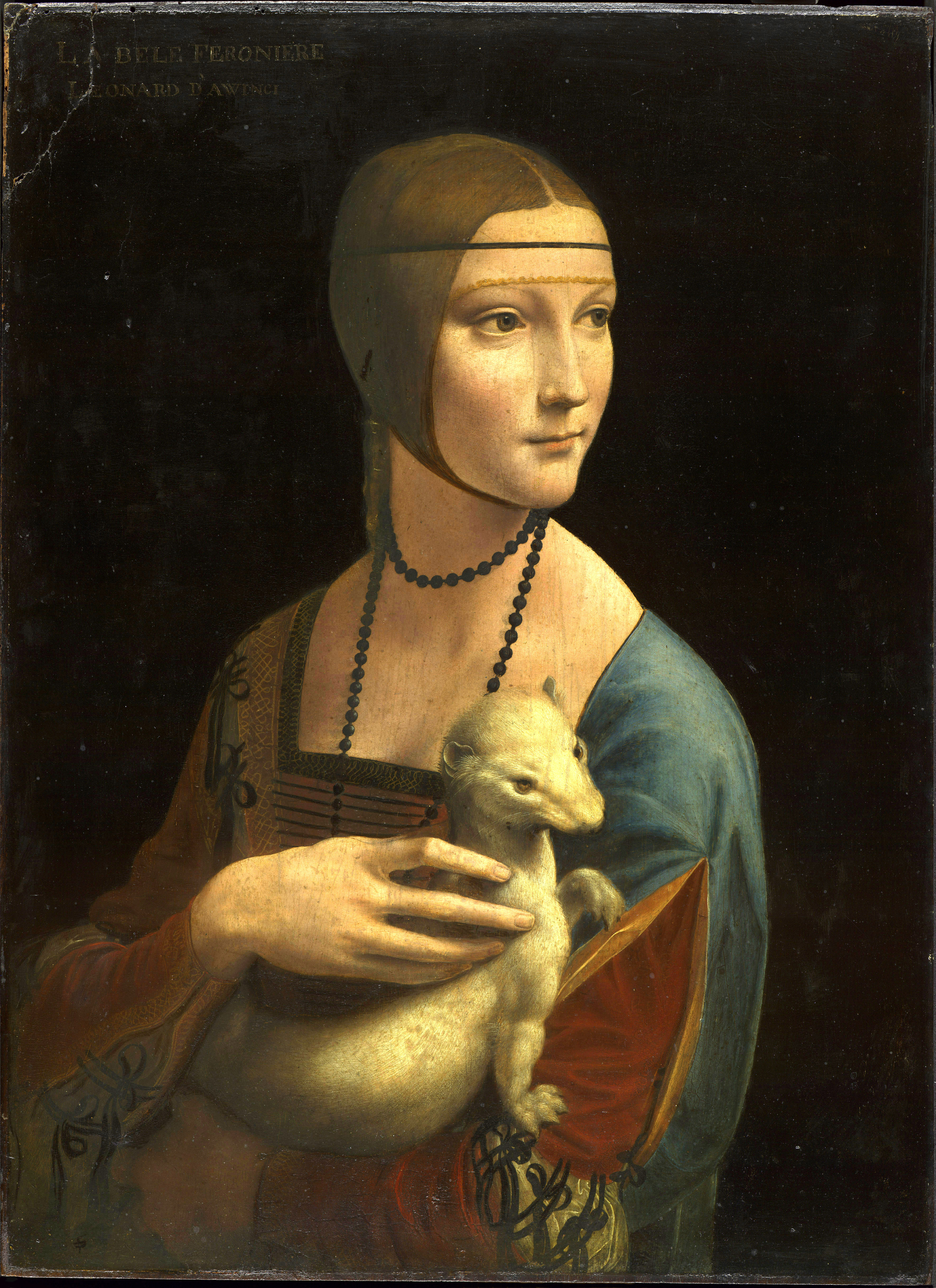
Dama cu hermină, de Leonardo da Vinci.

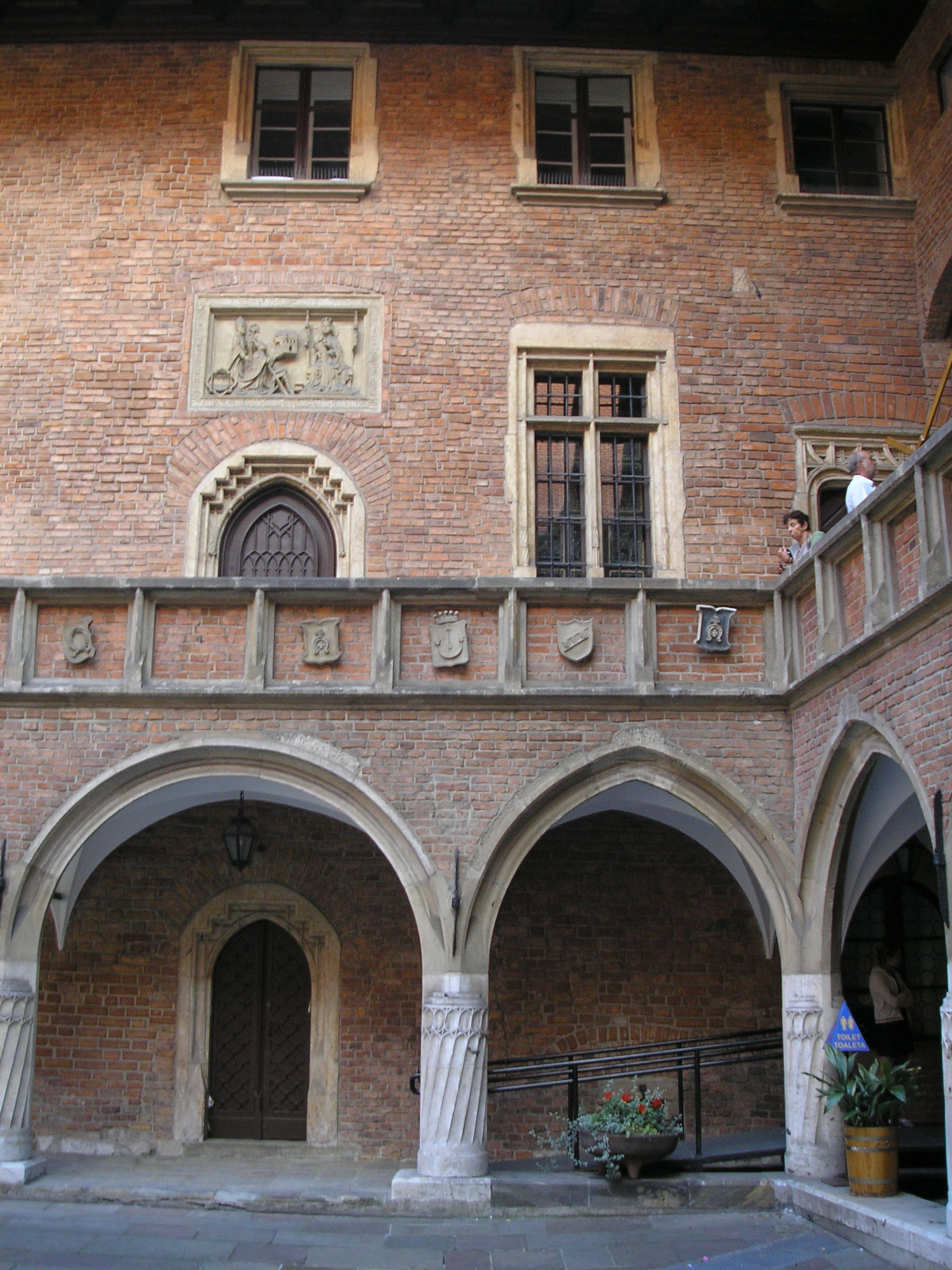
Collegium Maius

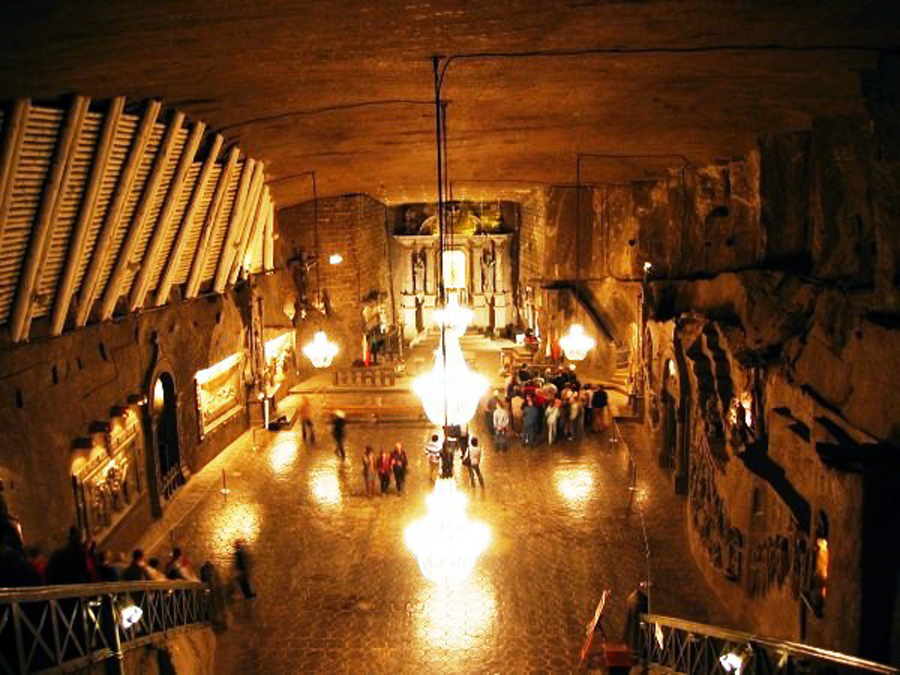
Salina Wieliczka

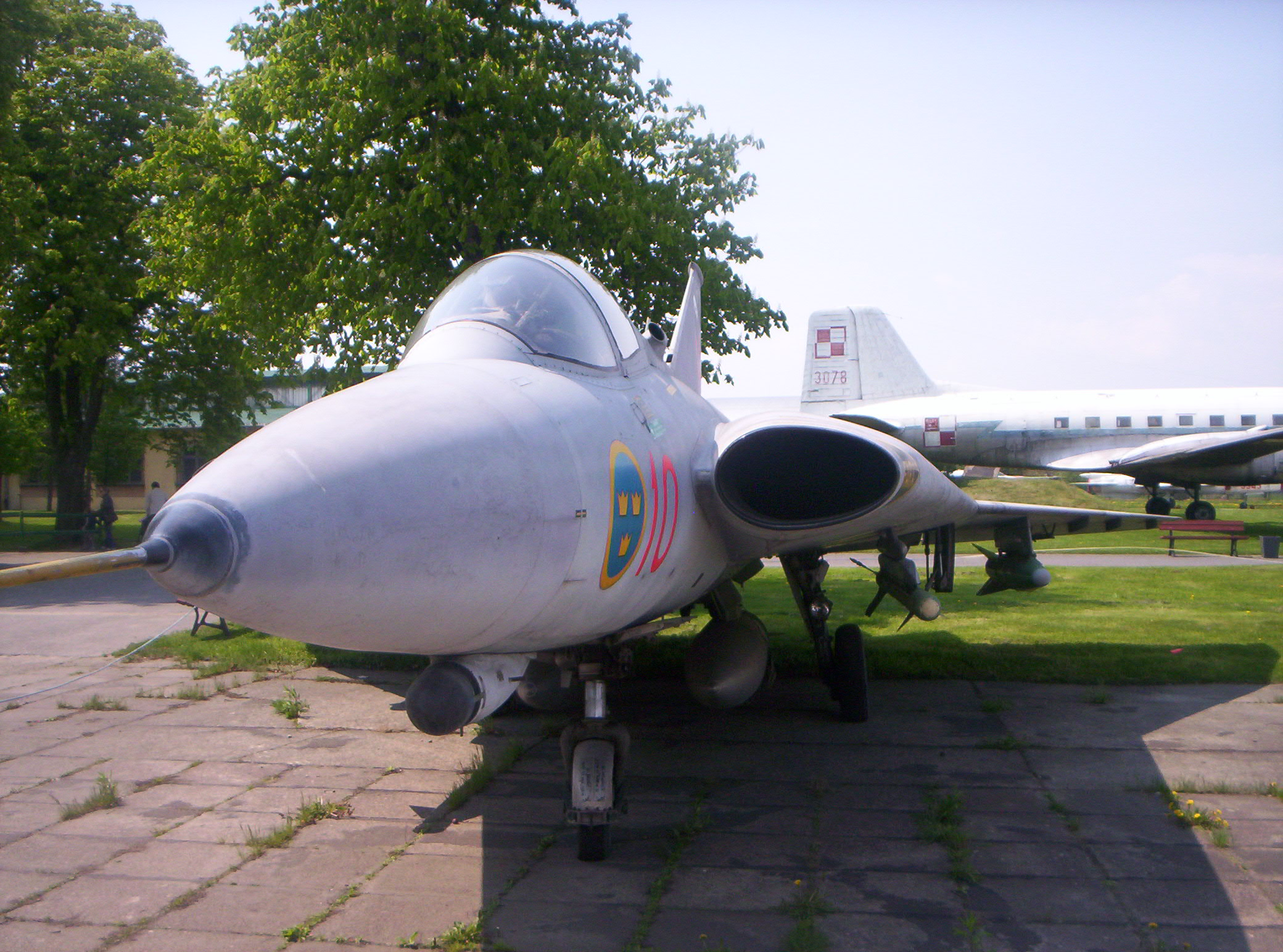
Muzeul de aviaţie

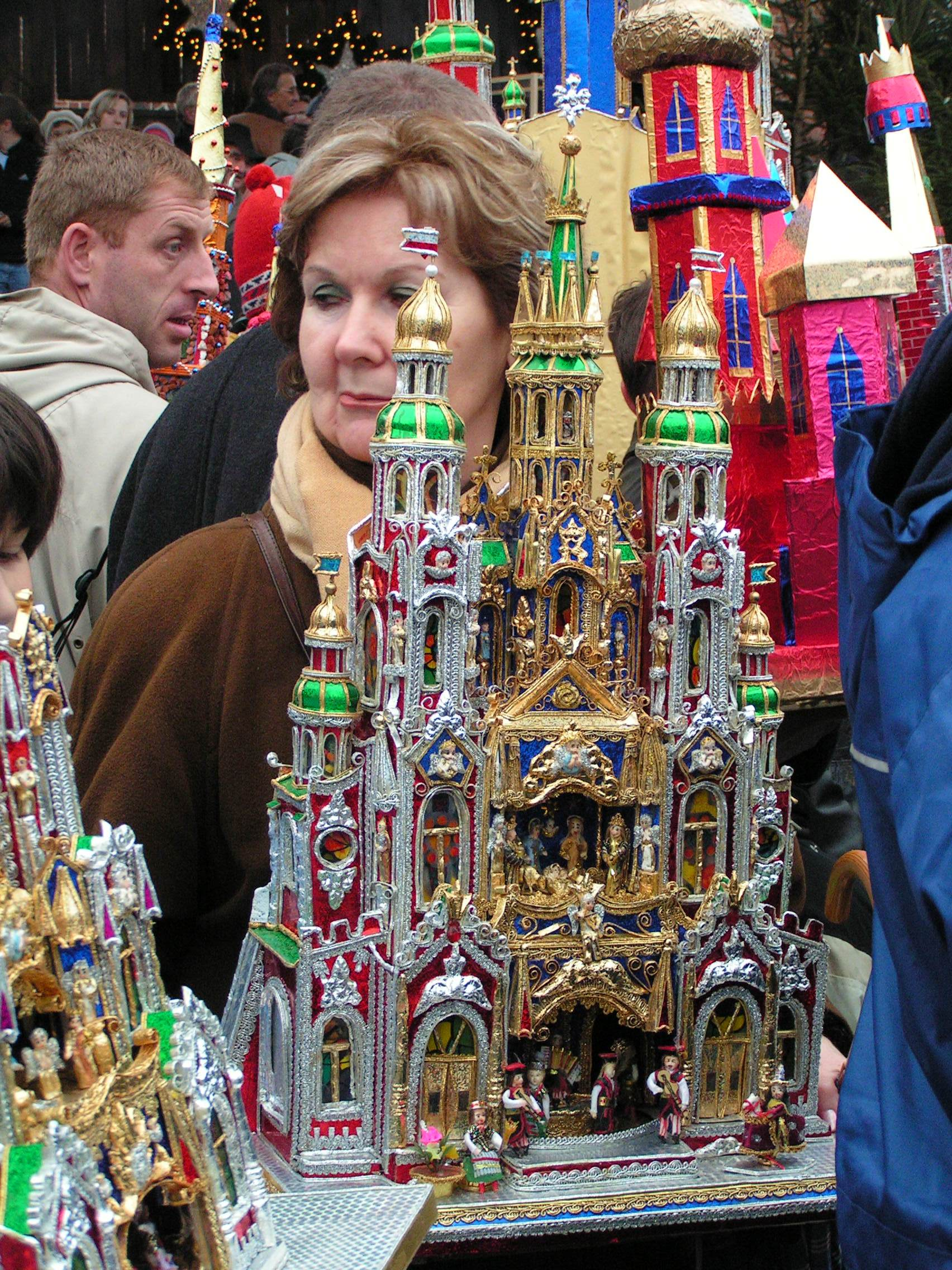

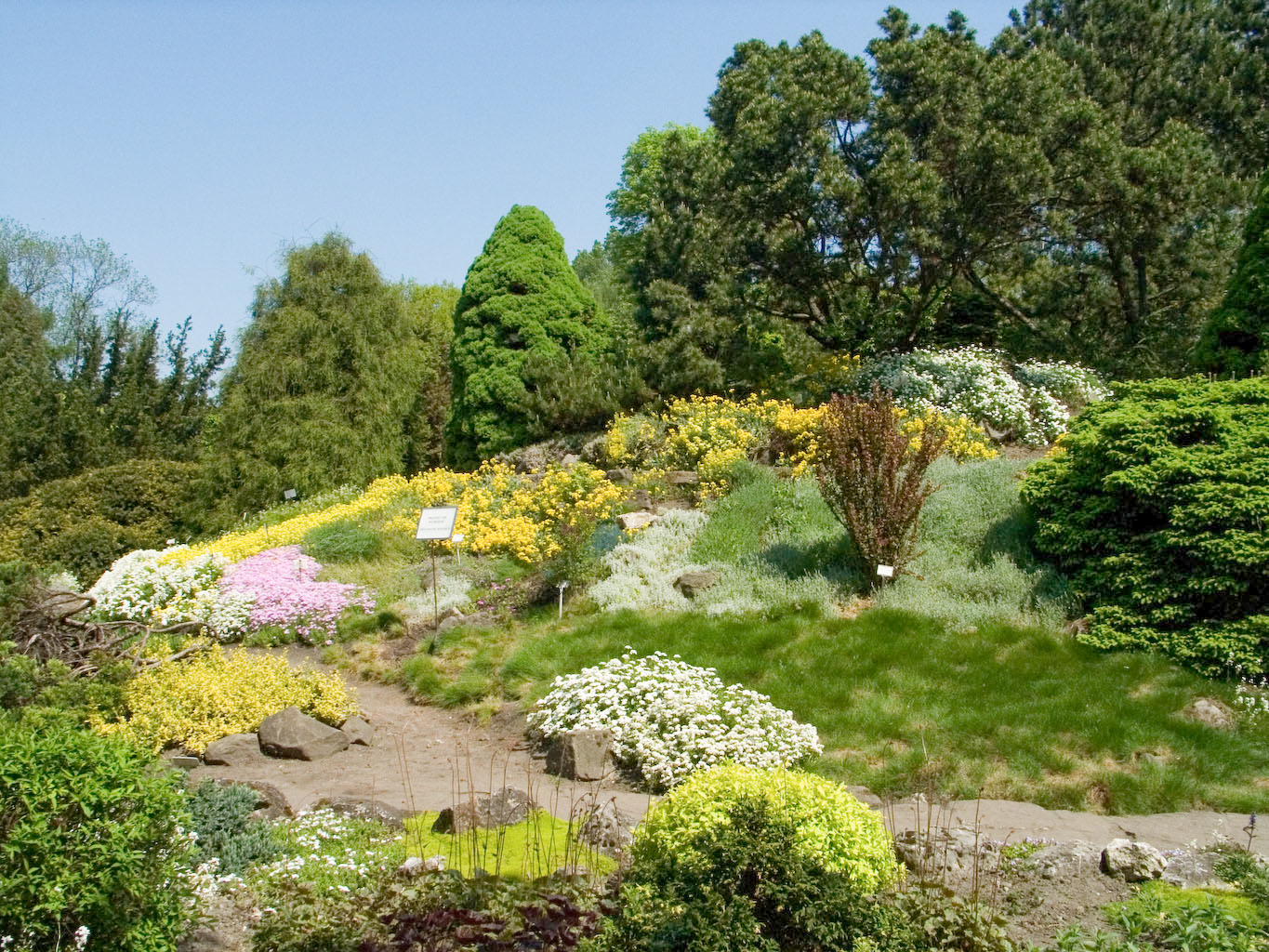
Grădina Botanică din Cracovia

- - Muzeul Czartoryski și Arsenalul (pe str. SW. Jana nr. 19), celebră în întreaga lume pentru pictura lui Leonardo, Dama cu hermină. Muzeul are opere ale altor maeștri, inclusiv un peisaj dramatic de Rembrandt.
  - Muzeul de artă și tehnologie japoneză Manggha (pe str. M. Konopnickiej nr. 26) [2]
  - Muzeul Stanisław Wyspiański (pe str. Szczepanska nr. 11) [3]
- Galeria de Artă poloneză din sec. al IXX-lea în Sukiennice, cu colecția unor dintre cei mai cunoscuți picturi și sculptori din mișcarea artistică Tânăra Polonie.
  - Conacul Jan Matejko [4]
  - Muzeul Emeryk Hutten-Czapski [5]
  - Conacul Józef Mehoffer [6]

Orașul Cracovia are un Muzeu de Istorie, care are, de asemenea, filiale în tot orașul: 

Divizii
- - Clădirea principală (din Piața centrală nr.35 Rynek Główny) este dedicată istoriei orașului și a cetățenilor săi, cu colecții de hărți, documente și stampile ale orașului, sceptrele și inele ale primarilor, obiecte de breaslă, portrete ale nobililor și celebre pătuțuri de Crăciun ale Cracoviei.
  - Turnul Primăriei din Cracovia
  - Turnul de pază al Cracoviei
  - Muzeul de Istorie din Cracovia (Palatul Krzysztofory)
  - Muzeul Szołayski
  - Casa Silezia, cunoscută și sub numele de Pomorska
  - Muzeul istoriei teatrului din Cracovia [7]
  - Muzeul Evreiesc de la Sinagoga Veche
  - Conacul Hipolit [8]
  - Salonul artistic din Districtul Zwierzyniec [9]
  - Muzeul Memoriei Naționale "Farmacie Vulturul" [10]
  - Muzeul de istorie Nowa Huta [11]

- Muzeul Collegium Maius (Colegiul Mare) de la Universitatea Jagiellonă. Collegium Maius din sec. al XV-lea este cea mai veche clădire a Universității Jagiellone, unde se pot vedea camere antice de curs, săli comunale, camere pentru profesori, bibliotecă și trezorerie cu sceptre gotice ale rectorilor și „globul Jagiellonian " de aur. Exponatele includ instrumente medievale de știință, globuri vechi, picturi, colecție, mobilier, monede și medalii. (A se vedea de asemenea: Collegium Novum )
- Salina Wieliczka, în funcționare continuă încă din secolul al XIII-lea [12]
- Muzeul Catedralei [13]
- Muzeul de Arheologie [14]
- Muzeul de aviație
- Muzeul de Independență [15]
- Muzeul efortului militar (numai cu programare) [16]
- Muzeul de Etnografie [17]
- Muzeul de Farmacie de la Universitatea Jagiellonă [18]
- Muzeul de Geologie al Academiei Poloneze de Științe [19]
- Biblioteca Czartoryski [20]
- Muzeul Armatei [21]
- Muzeul de Fotografie [22]
- Muzeul de Istorie Naturală [23]
- Muzeul de Zoologie [24]
- Conacul Rydlówka: Muzeul mișcării artistice Tânăra Polonie [25]
- Muzeul de Inginerie Urbană sau Muzeul transporturilor [26]
- Muzeul Evreiesc Galiția [27]
- Muzeul de Anatomie  Arhivat în 4 iunie 2007, la Wayback Machine. [28]

## Festivaluri
Cracovia găzduiește multe, diferite și unice festivaluri de stradă, petreceri si parade. Cele mai renumite sunt:
- Festivalul Ieslei Nașterii Domnului, care are loc în fiecare decembrie,
- Festivalul de cultură evreiască care a avut loc la sfârșitul lunii iunie,
- Festivalul Internațional de Jazz, care are loc în aprilie,
- Parada cailor în (iunie), și o serie de festivaluri de interior are loc pe tot parcursul anului. Lista lungă a festivalurilor din Cracovia includ:
- Festivalul Internațional Jazz (aprilie)
- Festivalul Internațional de Film (mai)
- Festivalul Studențesc (mai)
- Încoronarea Regelui Cocoș (iunie)

Festivaluri de vară în Cracovia (iunie, iulie)
- Festivalul de Jazz de vară [34]
- Festivalul de Muzicile Militare
- Festivalul de Teatru de Stradă
- Muzica din Cracovia veche
- Festival Internațional de vară de Muzică de orgă
- Târgul de artă folclorică (august)
- Concursul internațional de muzică de cameră contemporană (16-29 septembrie)
- Festivalul de muzică de orgă (octombrie)
- Festivalul de muzică electronică și alternativă (octombrie)
- Festivalul Internațional de Film Etiuda și Anima (noiembrie)
- Festivalul de jazz (noiembrie)
- Festivalul Filmului de Animație de
- Piața de Crăciun (până la 26 decembrie)

## Teatre
Cracovia este una dintre cele mai active centre ale națiunii din punct de vedere a artei teatrale și are unele dintre cele mai vechi companii de arte de artă teatrală. Cracovia este considerat a fi al doilea cel mai mare centru pentru teatrul polonez după Varșovia. Printre teatre în Cracovia cu stagii permanente de multe ori în clădiri de importanță istorică sunt:
- Teatrul vechi pe str. Jagielonska nr. 1
- Teatrul Juliusz Słowacki din Piața Sw. Ducha
- Teatrul Bagatela pe str. Karmelicka nr. 6
- Teatrul Ludowy în Nowa Huta
- Teatrul de păpuși Groteska de pe str. Skarbowa nr. 2
- Teatrul Łaźnia Nowa în Nowa Huta

## Muzică

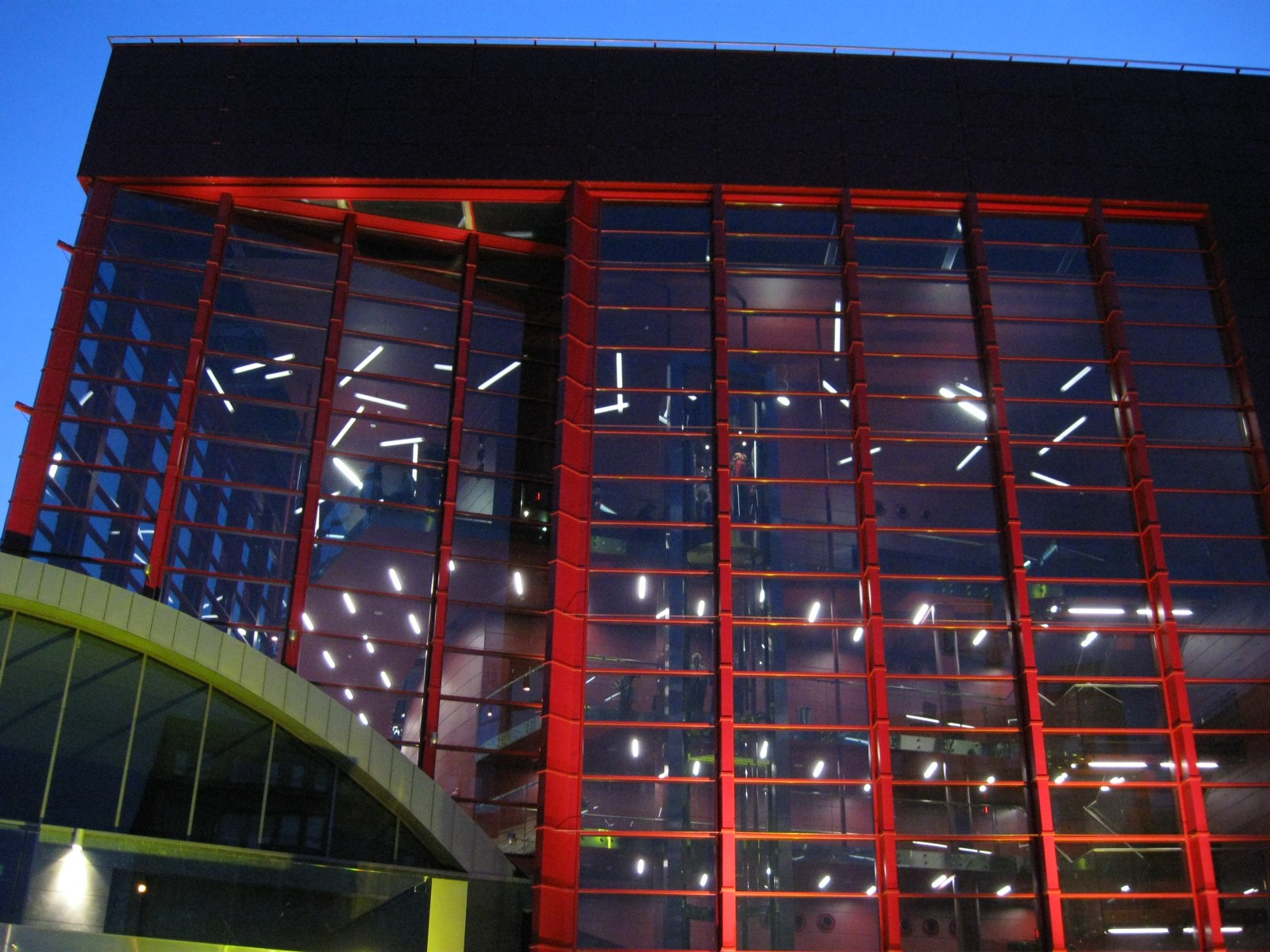
Opera din Cracovia

Opera din Cracovia una dintre cele mai importante companii naționale de operă are 200 de spectacole în fiecare an, inclusiv balet, operete și musicaluri. Ea are în repertoriul său principal, opere clasice ale din opera universală și polonă. Opera s-a mutat în prima sa locație permanentă în toamna anului 2008. Opera organizează de asemenea Festivalul de vară de operă și operetă.
Cracovia este gazda pentru două festivaluri majore poloneze de muzică veche care prezintă oratorii și opere baroce uitate: Opera Rara  și Misteria Pascalia  
Capella Cracoviensis organizează Festivalul internațional de muzică veche din Cracovia.
Academia de Muzică din Cracovia, fondată în 1888, este cunoscută la nivel mondial ca alma mater a compozitorului polonez contemporan Krzysztof Penderecki și este singurul în Polonia care are printre absolvenții săi doi câștigători ai Concursului Internațional de pian Chopin din Varșovia. Academia organizează concerte ale studenților săi și pentru vizitatori pe tot parcursul anului.

## Centre culturale
Orașul Cracovia este cea mai mare finanțator public a inițiativelor artistice în comunitățile locale între cartierele orașului. Multe cartiere din Cracovia are centre culturale finanțate din fonduri publice, cu ajutorul financiar de la Serviciul Cultural al guvernului municipal. Centre comunitare, cu multe expoziții, cursuri de artă, educaționale și programe de muzică sunt, probabil, locațiile culturale cele mai notabile la nivel local. Ele sunt finanțate cu 4% din bugetul orașului Cracovia (cu venituri de 2.150 milioane de zloți în 2006)  alocată pentru cultură și facilități de agrement.

## Viața de noapte
Există peste o sută de pub-uri și baruri în apropierea Pieței centrale din Cracovia, multe dintre ele în beciurile clădirilor istorice, fiecare cu propriul său caracter și atmosferă intimă. Multe dintre acestea sunt dedicate pentru muzică live.